# Bahiret el Bibane

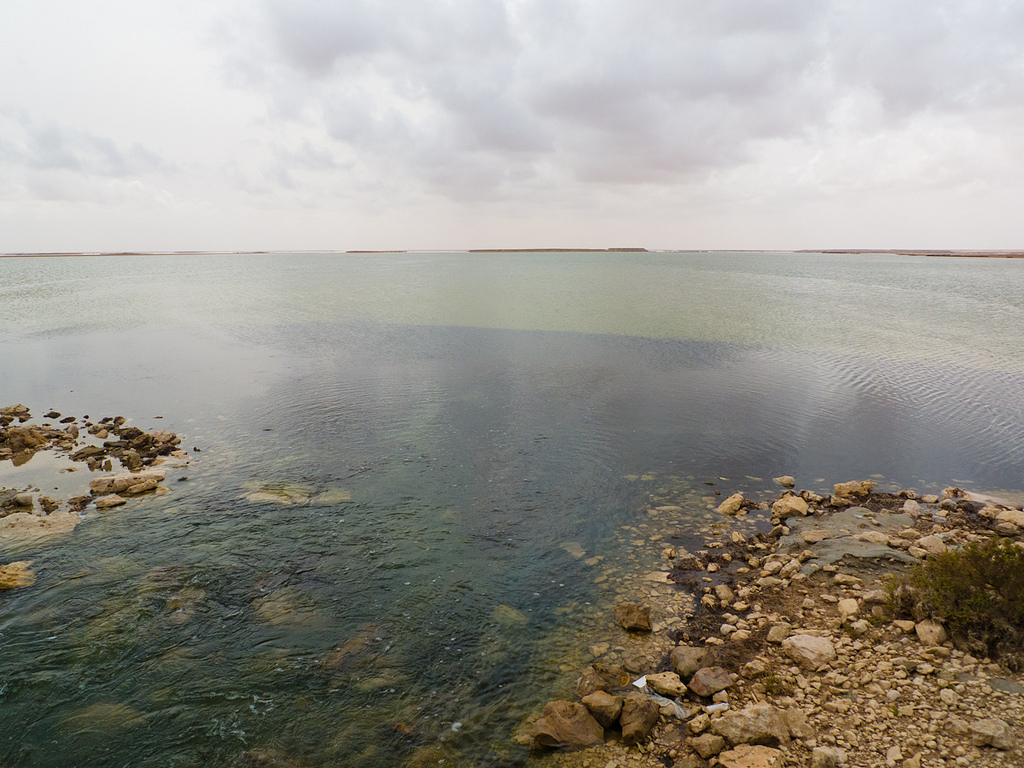
Bahiret el Bibane

Bahiret el Bibane (arabisch بحيرة البيبان, DMG Buḥayrat al-bībān ‚Lagune der Pforten‘) ist eine Lagune im Südosten Tunesiens im Gouvernement Medenine.

## Lagune
Die Lagune liegt etwa 10 km nördlich der Stadt Ben Gardane bzw. 20 km südlich der Stadt Zarzis und umfasst eine Fläche von 230 km². Die Dünen auf der Nehrung erreichen eine Höhe von bis zu 10 m. Die Länge des Küstengewässers beträgt ca. 32 km, es ist maximal 10 km breit und durchschnittlich 4 m tief. Es gibt mehrere Durchlässe zum Mittelmeer, der weiteste dieser Kanäle ist 800 m breit. 

## Naturreservat
Das Feuchtgebiet der Lagune ist Naturreservat nach der Ramsar-Konvention. Sie ist Laichgebiet von Mittelmeer-Fischen und Rastplatz einer Reihe von Vogelarten, darunter Rosaflamingo, Kormoran und Kranich, Pfeif-, Spieß- und Löffelente, Großer und Regenbrachvogel, Schwarzkopf-, Zwerg- und Lachmöwe.

## Erdöl
Im Golf vor der Lagune wird Erdöl und -gas gefördert.